# Yoloxóchitl, Tabasco
Yoloxóchitl är en ort i Mexiko.   Den ligger i kommunen Cunduacán och delstaten Tabasco, i den sydöstra delen av landet, 600 km öster om huvudstaden Mexico City. Yoloxóchitl ligger 21 meter över havet och antalet invånare är 281.
Terrängen runt Yoloxóchitl är mycket platt. Runt Yoloxóchitl är det ganska tätbefolkat, med 155 invånare per kvadratkilometer. Närmaste större samhälle är Cárdenas, 14,3 km sydväst om Yoloxóchitl. Trakten runt Yoloxóchitl består till största delen av jordbruksmark.